# Guido Rodríguez
Guido Rodríguez (Sáenz Peña, 12 de abril de 1994) é um jogador de futebol argentino que atua como volante. Atualmente está no West Ham.

## Carreira

### River Plate
Começou sua carreira no River Plate em 2014. Sua estreia oficial aconteceu no dia 9 de outubro de 2014 no Estadio San Juan del Bicentenario contra o Rosario Central pelas quartas de final da Copa Argentina , partida que terminaria empatada em 0 a 0 e posteriormente definida nos pênaltis a favor do time rosário por 4-5.
Poucos dias depois jogaria pela primeira vez na primeira divisão , na vitória de sua equipe por 1 a 0 sobre o Newell's Old Boys correspondente à décima primeira data do Torneio de Transição. Seu primeiro gol com a camisa veio no dia 18 de julho de 2015, na vitória do Millonario por 5 a 1 sobre o Atlético Rafaela, marcando o último gol aos 39 minutos do segundo tempo.
Ele ficou com o clube até 2016. Ele lutou por jogar o tempo, só conseguindo aparecer em 16 jogos da liga e duas vezes na Copa Argentina.

### Defensa y Justicia
Rodríguez também passou um período emprestado ao Defensa y Justicia em 2016, onde disputou 15 partidas.

### Tijuana
No verão de 2016, Rodríguez se juntou ao time mexicano Club Tijuana. Ele fez 39 aparições no campeonato e marcou cinco gols.

### América
Em 7 de julho de 2017, Rodríguez se juntou ao Club América em um acordo de US $ 7 milhões, reunindo-se com o ex-treinador de Tijuana, Miguel Herrera.

### Betis
No dia 13 de janeiro de 2020, o jogador teve sua contratação anunciada pelo Betis. O acordo entre Betis e América foi selado por 4 milhões de euros, valor considerado baixo pelo fator de que Guido poderia sair de graça, já próximo do final de seu contrato com os mexicanos. Ele assinou até o final da temporada 2023–24 com o clube espanhol.

### West Ham
No dia 6 de agosto de 2024, foi anunciado pelo West Ham.

## Carreira internacional
Em 9 de junho de 2017, Rodríguez conseguiu sua primeira convocação com a seleção Argentina para o amistoso contra o Brasil em Melbourne. Ele entrou como substituto de Paulo Dybala na vitória da Argentina por 1 a 0.

## Estatísticas de carreira

### Clube
A partir de 19 de janeiro de 2019
| Clube                           | Temporada         | Liga              | Liga | Liga      | copo | copo      | Continental | Continental | De outros | De outros | Total | Total     |
| Clube                           | Temporada         | Divisão           | Apps | Objetivos | Apps | Objetivos | Apps        | Objetivos   | Apps      | Objetivos | Apps  | Objetivos |
| ------------------------------- | ----------------- | ----------------- | ---- | --------- | ---- | --------- | ----------- | ----------- | --------- | --------- | ----- | --------- |
| River Plate                     | 2014              | Primera División  | 7    | 0         | 1    | 0         | -           | -           | -         | -         | 8     | 0         |
| River Plate                     | 2015              | Primera División  | 9    | 1         | 1    | 0         | -           | -           | -         | -         | 10    | 1         |
| River Plate                     | Total             | Total             | 16   | 1         | 1    | 0         | -           | -           | -         | -         | 17    | 1         |
| Defensa y Justicia (empréstimo) | 2016              | Primera División  | 15   | 0         | 1    | 0         | -           | -           | -         | -         | 16    | 0         |
| Defensa y Justicia (empréstimo) | Total             | Total             | 15   | 0         | 1    | 0         | -           | -           | -         | -         | 16    | 0         |
| Tijuana                         | 2016–17           | Liga MX           | 39   | 5         | 3    | 0         | -           | -           | -         | -         | 42    | 5         |
| Tijuana                         | Total             | Total             | 39   | 5         | 3    | 0         | -           | -           | -         | -         | 42    | 5         |
| América                         | 2017–18           | Liga MX           | 37   | 1         | 7    | 0         | -           | -           | 4         | 0         | 48    | 1         |
| América                         | 2018-19           | Liga MX           | 25   | 6         | 2    | 0         | -           | -           | -         | -         | 27    | 6         |
| América                         | Total             | Total             | 62   | 7         | 9    | 0         | -           | -           | 4         | 0         | 75    | 7         |
| Total de Carreira               | Total de Carreira | Total de Carreira | 132  | 13        | 15   | 0         | -           | -           | 4         | 0         | 151   | 13        |

## Titulos
River Plate
- Copa Sul-Americana: 2014

América
- Liga MX : Apertura 2018
- Copa MX : Clausura 2019

Real Betis
- Copa do Rei: 2021–22

Seleção Argentina
- Copa América: 2021, 2024
- Copa dos Campeões CONMEBOL–UEFA: 2022
- Copa do Mundo FIFA: 2022